# Javania pachytheca
Javania pachytheca är en korallart som beskrevs av Stephen D. Cairns 1995. Javania pachytheca ingår i släktet Javania och familjen Flabellidae. Inga underarter finns listade i Catalogue of Life.